# Crew Resource Management
Crew Resource Management (або Cockpit Resource Management) або CRM (Керування можливостями команди (екіпажу)) — методика навчання персоналу у сферах діяльності, де людський фактор здатний призвести до катастрофи. CRM орієнтована не на технічні знання, а на стосунки членів команди або екіпажу в кабіні, у тому числі керівництво та прийняття рішень. Спершу ця методика застосовувалася в авіації; згодом її впровадили і в інших службах, зокрема пожежній і морській (Bridge Resource Management або Maritime Resource Management).

## Застосування
Методика навчання екіпажів взаємодії один з одним з'явилася після проведеного в 1979 році у НАСА семінару з питань підвищення безпеки польотів. Дослідження NASA продемонстрували, що причиною більшості авіакатастроф став людський фактор, зокрема проблеми у взаєминах. Приклад — найбільша в історії авіакатастрофа 1977 року на острові Тенерифе (зіткнення на ЗПС двох літаків Boeing 747), яке сталося почасти через те, що перший і другий пілоти проігнорували сумніви молодого бортінженера щодо вільності смуги, поклавшись на свій досвід.
У 1981 році United Airlines стала першою авіакомпанією, яка запровадила CRM для навчання своїх літних екіпажів. Через 8 років це дало плоди. 19 липня 1989 року сталася катастрофа рейсу 232 United Airlines, коли у літака McDonnell Douglas DC-10, який його виконував, сталося руйнування середнього двигуна, уламки якого пробили горизонтальне оперення, пошкодивши при цьому всі три гідросистеми і позбавивши тим самим пілотів можливості керувати літаком за допомогою штурвала. Жодних інструкцій для такої ситуації тоді не існувало. На щастя, у салоні перебував пілот-інструктор, який запропонував свою допомогу, на що екіпаж погодився. За щасливим збігом обставин, пілот-інструктор якраз незадовго перед цим брав участь у дослідженнях, присвячених вивченню керованості літака за допомогою одних лише двигунів. Разом вони спромоглися вирівняти літак і приземлити його в Су-Сіті. І хоча під час приземлення літак усе ж розбився, внаслідок чого загинуло 111 осіб, решта 185 (у тому числі всі, хто був у кабіні), тобто майже дві третини, залишилися живі.
Пізніше капітан Альфред Хайнс, які пілотував цей рейс, навіть заявив:

…Підготовка, яка допомогла команді, …називалася «Керування можливостями екіпажу»… Аж до 1980 року ми часом діяли, сподіваючись на авторитет капітана літака, — як він сказав, так і буде. Через це ми втратили кілька літаків. Але іноді капітан виявляється не таким вже й досвідченим. Ми слухали його і виконували його вказівки, не розуміючи, що він має на увазі. Там, у кабіні, на всіх нас, хто намагався посадити літак, разом було 103 роки літного стажу, але у жодного не було й хвилини практичного досвіду. І тоді я [як капітан] не був зобов'язаний знати про приземлення в таких умовах більше, ніж решта. Відтак, якби я не задіяв її [CRM], якби ми відмовилися від сторонньої допомоги, ми взагалі не змогли би приземлитися.
Оригінальний текст (англ.)
…the preparation that paid off for the crew was something … called Cockpit Resource Management.... Up until 1980, we kind of worked on the concept that the captain was THE authority on the aircraft. What he said, goes. And we lost a few airplanes because of that. Sometimes the captain isn't as smart as we thought he was. And we would listen to him, and do what he said, and we wouldn't know what he's talking about. And we had 103 years of flying experience there in the cockpit, trying to get that airplane on the ground, not one minute of which we had actually practiced, any one of us. So why would I know more about getting that airplane on the ground under those conditions than the other three. So if I hadn't used [CRM], if we had not let everybody put their input in, it's a cinch we wouldn't have made it

## Дивись також
- Пілот, який керує літаком